# マット・グレース
マシュー・アーロン・グレース（Matthew Aaron Grace, 1988年12月14日 - ）は、アメリカ合衆国カリフォルニア州ロサンゼルス郡パロス・ベルデス・エステーツ出身のプロ野球選手（投手）。左投左打。MLBのアリゾナ・ダイヤモンドバックス傘下所属。愛称はグレイシー。

## 経歴

### プロ入りとナショナルズ時代
2010年のMLBドラフト8巡目（全体236位）でワシントン・ナショナルズから指名され、7月9日に契約。ルーキー級ガルフ・コーストリーグ・ナショナルズで8試合に登板後、8月21日にA-級バーモント・レイクモンスターズへ昇格。A-級バーモントでは2試合に先発登板して0勝1敗、防御率6.75だった。
2011年はA級ヘイガーズタウン・サンズでプレーし、26試合（先発25試合）に登板して12勝7敗、防御率5.17、85奪三振を記録した。
2012年はA+級ポトマック・ナショナルズでプレーし、26試合（先発24試合）に登板して9勝12敗、防御率4.84、83奪三振を記録した。
2013年からリリーフに転向した。A+級ポトマックで開幕を迎え、14試合に登板して3勝0敗、防御率3.18、24奪三振を記録した。6月3日にAA級ハリスバーグ・セネターズへ昇格。AA級ハリスバーグでは28試合に登板して6勝3敗1セーブ、防御率3.79、31奪三振を記録した。
2014年はAA級ハリスバーグで開幕を迎え、22試合に登板。3勝1敗3セーブ、防御率1.02と好投を見せ、6月16日にAAA級シラキュース・チーフスへ昇格。AAA級シラキュースでは28試合に登板して2勝0敗、防御率1.30、13奪三振を記録した。オフの11月20日にナショナルズとメジャー契約を結び、40人枠入りを果たした。
2015年3月19日にAAA級シラキュースへ配属され、そのまま開幕を迎えた。AAA級シラキュースで5試合に登板後、4月22日にフェリペ・リベロが故障者リスト入りしたため、メジャーへ昇格。同日のセントルイス・カージナルス戦でメジャーデビュー。同点の7回表に登板し、1回を無安打無失点1四球に抑えた。昇格後はリリーフとして定着。5月4日のマイアミ・マーリンズ戦では、同点の8回表2死一・二塁から登板し、2安打1四球で2点を入れられたものの、直後の8回裏にナショナルズが逆転したため、メジャー初勝利を挙げた。しかし、5月31日のシンシナティ・レッズ戦で7回1死から登板すると、3安打4失点2四球で1死も取れず降板。翌日の6月1日にAAA級シラキュースへ降格した。登録枠が拡大された9月2日に再昇格した。昇格後は9試合に登板し、シーズンを終えた。この年メジャーでは26試合に登板して2勝1敗、防御率4.24、14奪三振を記録した。
2016年、メジャーでは5試合の登板に留まったが、被安打1・無四球・無失点・4奪三振と好投した。マイナー（ルーキー級ガルフ・コーストリーグ・ナショナルズとAAA級シラキュース）では、計38試合にリリーフ登板して防御率2.94・2勝3敗1セーブ・WHIP1.25という好成績をマーク。また、与四球率は1.6と、ここでも制球力の高さを見せた。
2017年はルーキーイヤーを上回る40試合に登板（うち先発は1試合のみ）、1勝0敗、防御率4.32、31奪三振を記録した。
2019年8月30日にDFAとなり、9月2日にマイナー契約でAAA級フレズノ・グリズリーズへ配属された。9月30日にFAとなった。

### ダイヤモンドバックス時代
2019年11月5日にアリゾナ・ダイヤモンドバックスとマイナー契約を結び、2020年のスプリングトレーニングに招待選手として参加することになった。
2020年8月19日にメジャー契約を結んでアクティブ・ロースター入りした。8月27日にDFAとなり、30日にマイナー契約となった。

## 詳細情報

### 年度別投手成績
| 年 度    | 球 団    | 登 板 | 先 発 | 完 投 | 完 封 | 無 四 球 | 勝 利 | 敗 戦 | セ 丨 ブ | ホ 丨 ル ド | 勝 率 | 打 者 | 投 球 回 | 被 安 打 | 被 本 塁 打 | 与 四 球 | 敬 遠 | 与 死 球 | 奪 三 振 | 暴 投 | ボ 丨 ク | 失 点 | 自 責 点 | 防 御 率 | W H I P |
| -------- | -------- | ----- | ----- | ----- | ----- | -------- | ----- | ----- | -------- | ----------- | ----- | ----- | -------- | -------- | ----------- | -------- | ----- | -------- | -------- | ----- | -------- | ----- | -------- | -------- | ------- |
| 2015     | WSH      | 26    | 0     | 0     | 0     | 0        | 2     | 1     | 0        | 4           | .667  | 84    | 17.0     | 26       | 0           | 8        | 2     | 1        | 14       | 1     | 0        | 11    | 8        | 4.24     | 2.00    |
| 2016     | WSH      | 5     | 0     | 0     | 0     | 0        | 0     | 0     | 0        | 0           | ----  | 10    | 3.0      | 1        | 0           | 0        | 0     | 0        | 4        | 0     | 0        | 0     | 0        | 0.00     | 0.33    |
| 2017     | WSH      | 40    | 1     | 0     | 0     | 0        | 1     | 0     | 2        | 4           | 1.000 | 215   | 50.0     | 50       | 3           | 18       | 4     | 3        | 31       | 2     | 0        | 25    | 24       | 4.32     | 1.36    |
| 2018     | WSH      | 56    | 0     | 0     | 0     | 0        | 1     | 1     | 0        | 8           | .500  | 247   | 59.2     | 55       | 5           | 13       | 2     | 2        | 48       | 1     | 0        | 22    | 19       | 2.87     | 1.14    |
| 2019     | WSH      | 51    | 1     | 0     | 0     | 0        | 1     | 2     | 0        | 4           | .333  | 206   | 46.2     | 61       | 11          | 10       | 0     | 2        | 35       | 1     | 0        | 34    | 33       | 6.36     | 1.52    |
| 2020     | ARI      | 3     | 0     | 0     | 0     | 0        | 0     | 1     | 0        | 0           | .000  | 10    | 1.0      | 5        | 1           | 2        | 0     | 0        | 2        | 0     | 0        | 6     | 6        | 54.00    | 7.00    |
| MLB：6年 | MLB：6年 | 181   | 2     | 0     | 0     | 0        | 5     | 5     | 2        | 20          | .500  | 772   | 177.1    | 198      | 20          | 51       | 8     | 8        | 134      | 5     | 0        | 98    | 90       | 4.57     | 1.40    |

- 2020年度シーズン終了時

### 背番号
- 60（2015年）
- 33（2016年 - 2020年）